# مجاشع بن مسعود
مُجاشِع بن مسعود سُلَمی، یکی از اصحاب بود که در فتح فارس شرکت داشت و شهرهای توج و مَکران را فتح کرد. او را فاتح کابل نیز گفته‌اند.

## زندگی
مجاشع پس از فتح مکه اسلام آورد. او در جنگ جمل با عایشه همراه بود، اما پیش از جنگ کشته و در بصره به خاک سپرده شد.